# Sonae Indústria
Sonae Indústria är ett ledande portugisiskt byggmaterialföretag, som ingår i Sonae – det största konglomerat i den privata sektorn i Portugal.
Sonae Indústria grundades 1959 och är idag verksamt i Portugal, Frankrike, Tyskland, Polen, Kanada, Sydafrika, Storbritannien, Belgien, Nederländerna, Luxemburg, Schweiz, Spanien och Brasilien.
Företaget har 34 fabriker, där det tillverkas spånskivor, melaminbelagda hyllplan, m.m.
Sonae Indústria är börsnoterat på Euronext Lisbon och ingår i PSI-20 index.